# Triumph Tiger Explorer
De Triumph Tiger Explorer is een allroad motorfiets ontwikkeld en gefabriceerd door Triumph Motorcycles Ltd. De motorfiets is ontwikkeld vanuit de Triumph Tiger 800 en sinds 2012 op de markt.